# Światowy Uniwersytet Duchowy Brahma Kumaris
Światowy Uniwersytet Duchowy „Brahma Kumaris” – związek wyznaniowy działający na całym świecie założony w 1936. Światowy Uniwersytet Duchowy Brahma Kumaris Radża Joga od 1983 ma status konsultanta przy Radzie Ekonomicznej i Społecznej ONZ. Był ośmiokrotnie nagradzany przez ONZ za wkład w szerzenie pokoju na świecie.

## Brahma Kumaris w Polsce
W Polsce został wpisany do rejestru kościołów i innych związków wyznaniowych MSWiA w 1985 roku pod jego ówczesną nazwą Stowarzyszenie Brahma Kumaris Raja Yogi. Pod aktualną nazwą został wpisany w 1990 r. Dyrektorem Uniwersytetu w Polsce jest Aneta Łój, a siedziba mieści się w Warszawie na ul. Sejmikowej 4.
W 2016 Uniwersytet liczył w Polsce 99 członków.